# Антоний (Фиалко)
Митрополи́т Анто́ний (в миру Василий Иванович Фиалко; 2 октября 1946, село Дулицкое, Сквирский район, Киевская область, УССР) — архиерей Украинской православной церкви (Московского патриархата), с 23 мая 2023 года — митрополит Макаровский, викарий Киевской епархии. Тезоименитство — 23 июля.

## Биография
Родился 2 октября 1946 года в селе Дулицком Сквирского района Киевской области в православной семье.
После школы в 1960—1964 годах учился в Киевском строительном техникуме.
В 1973 году закончил Воронежский инженерно-строительный институт, став специалистом в области промышленного и гражданского строительства. Работал на новостройках Киева прорабом, инженером, старшим инженером.
С 1973 по 1974 год служил в рядах Советской Армии.
После службы в армии посетил Свято-Троице-Сергиеву Лавру в праздник преподобного Сергия Радонежского. Это стало поворотной точкой в его жизни.
В 1975 году он поступил в 4-й класс духовной семинарии. Учёбу он не окончил по семейным обстоятельствам.
С 1976 года — иподиакон епископа Курского и Белгородского Хризостома и чтец Курского кафедрального собора.
24 апреля 1976 года в Великую Субботу епископом Курским Хризостомом был рукоположён в сан диакона и назначен диаконом Иоасафовского кафедрального собора города Белгорода.
14 августа 1977 года тем же архиереем был рукоположён в сан священника и назначен настоятелем Кресто-Воздвиженской церкви города Старый Оскол Белгородской области.
В январе 1978 года был переведён в Михайловский храм Белгорода.
С июня 1978 года — клирик Винницкой епархии Украинского Экзархата.
12 декабря 1978 года был назначен штатным священником Рождество-Богородичного кафедрального собора города Винницы.
10 апреля 1979 года по благословению патриарха Пимена епископом Винницким и Брацлавским Агафангелом в Винницком Рождество-Богородичном соборе был пострижен в монашество с именем Антоний в честь преподобного Антония Печерского.
В 1980 году назначен благочинным приходов 7 округа Винницкой епархии.
7 апреля 1982 года епископом Винницким Агафангелом возведён в сан игумена.
В 1982 году окончил по I-му разряду Московскую духовную семинарию.
1 ноября 1982 года был назначен настоятелем Свято-Параскевинского храма города Калиновка Винницкой области.
8 сентября 1983 года был назначен настоятелем Свято-Успенского храма села Мурафа Винницкой епархии.
В 1985 году к празднику Святой Пасхи удостоен сана архимандрита.
В 1987 году окончил по I разряду Московскую духовную академию.
В марте 1988 года совершил зарубежную поездку в Польскую Народную Республику в составе делегации Русской Православной Церкви, где участвовал в научной сессии, посвященной 1000-летию Крещения Руси, организованной религиозно-политическим обществом «Пакс».
В августе 1988 года выехал на Святую Гору Афон и в Грецию в составе паломнической группы Русской Церкви и принял участие в торжествах по случаю престольного праздника в Свято-Преображенском соборе города Афины и в Свято-Пантелеимоновском монастыре на Святой Горе Афон.
9 января 1989 года назначен секретарём Хмельницкого епархиального управления, благочинным 1-го округа Хмельницкой епархии и настоятелем Хмельницкого Рождество-Богородичного кафедрального собора. Имея высшее строительное образование, возглавил лично строительство нового кафедрального собора на месте ветхого маленького храма в центре города Хмельницкого. Отец Антоний ежедневно до позднего вечера трудился на строительстве храма. При его настоятельстве (с января 1989 года по апрель 1990 года) было почти завершено строительство нового Свято-Покровского кафедрального собора. В это же время он был избран депутатом Хмельницкого областного Совета народных депутатов.
В 1990 году решением Священного Синода Русской Православной Церкви Хмельницкая епархия, находившаяся в ведении Винницких владык, была возрождена, на неё вновь стали назначаться свои архипастыри. В это время архимандрит Антоний перешёл в клир Харьковской епархии, где до 1991 года нёс послушание благочинного Золочевского округа и настоятеля Свято-Успенского храма города Золочева.
В 1991 году присоединился к Украинской автокефальной православной церкви (УАПЦ). 23 июня 1991 г. был рукоположен главой УАПЦ патриархом Мстиславом (Скрипником) в сослужении с епископами Антонием (Щербой) и Антонием (Масендичем) во епископа Хмельницкого и Каменец-Подольского. 25 июня 1992 г. вернулся в юрисдикцию Русской православной церкви и после покаяния был принят в сане архимандрита, который он носил до перехода в УАПЦ.
После получения Украинской Православной Церковью самостоятельности в управлении и избрания её нового предстоятеля, архимандрит Антоний был призван на новое служение. 27 июля 1992 года он был хиротонисан во епископа Переяслав-Хмельницкого и назначен викарием митрополита Киевского и всея Украины Владимира.
В июне 1993 года совершил паломническую поездку во Святой град Иерусалим и Святую Землю, где молился у святынь, связанных с жизнью Господа нашего Иисуса Христа.
22 июня 1993 года был назначен епископом Хмельницким и Шепетовским.
Епископ Антоний принял участие в состоявшейся в Одессе в сентябре 1997 года официальной встрече патриарха Московского и всея Руси Алексия II, Вселенского архиепископа Константинополя-Нового Рима Варфоломея и католикоса-патриарха Грузинского Илии II.
В 1998 году защитил по кафедре Пастырского Богословия Киевской духовной академии диссертацию «Святитель Димитрий Ростовский и его пастырство», за которую ему была присвоена учёная степень кандидата богословия.
28 июля 1999 года возведён в сан архиепископа.
31 мая 2007 года митрополитом Владимиром Киевским и всея Украины возведён в сан митрополита.
В связи с разделением Хмельницкой епархии на две самостоятельные — Хмельницкую и Шепетовскую — решением Священного Синода Украинской Православной Церкви от 31 мая 2007 года (Журнал № 59) получил титул «Хмельницкий и Староконстантиновский».
3 апреля 2023 года митрополит Антоний выразил готовность перейти в Православную церковь Украины, после чего решением Священного синода Украинской православной церкви почислен на покой.
23 мая 2023 года назначен митрополитом Макаровским, викарием Киевской епархии.

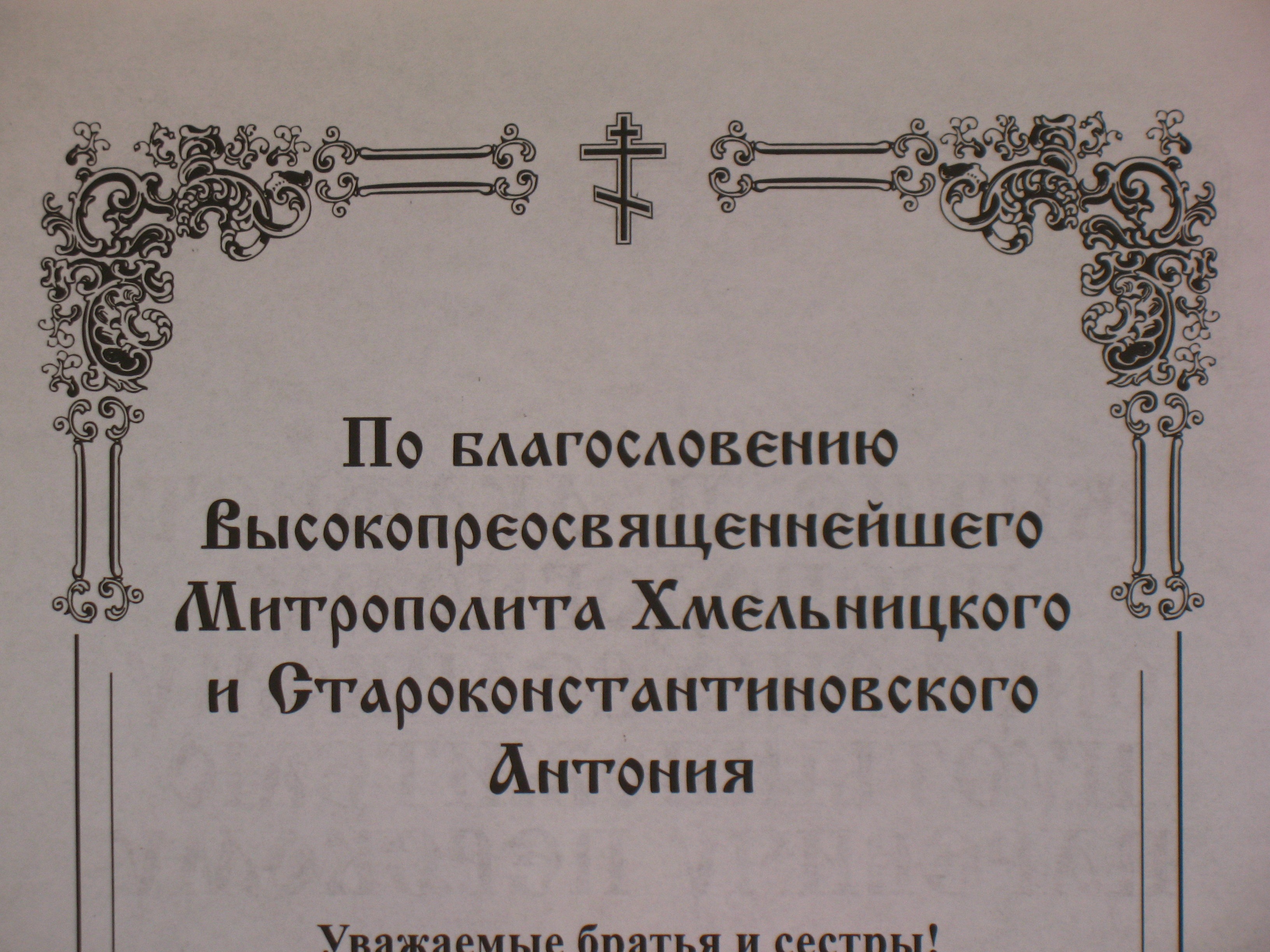
Благословение Антония Фиалко на книге. 2011

## Награды

### Церковные
- св. равноап. вел. кн. Владимира III степени,
- прп. Сергия Радонежского II степени,
- прп. Серафима Саровского II степени, св. блгв. кн. Даниила Московского II степени[3].
- ордена Украинской Православной Церкви прп. Нестора Летописца, юбилейный «Рождество Христово — 2000».
- орден Польской Православной Церкви равноап. Марии Магдалины
- ордена других Поместных Православных Церквей
- юбилейная медаль Украинской Православной Церкви «Харьковский собор — 10 лет»

### Светские
- Орден «За заслуги» I степени (27 июня 2012 года) — за значительный личный вклад в государственное строительство, социально-экономическое, научно-техническое, культурно-образовательное развитие Украины, весомые трудовые достижения и высокий профессионализм[4]
- Орден «За заслуги» II степени (26 июня 2006 года) — за весомый личный вклад в государственное строительство, утверждение конституционных прав и свобод граждан, социально-экономическое и духовное развитие Украины и по случаю 10-й годовщины Конституции Украины[5]
- Орден «За заслуги» III степени (от президента Украины).
- грамоты Хмельницкой облгосадминистрации, Хмельницкого областного Совета.